# Vertèbre
Une vertèbre est un os constituant la colonne vertébrale chez les animaux vertébrés.
Chez l'humain, on compte vingt-quatre vertèbres indépendantes et huit à dix vertèbres soudées (cinq sacrales et trois à cinq coccygiennes, selon l'individu).
Les vingt-quatre vertèbres individualisées se répartissent comme suit :
- sept vertèbres cervicales, numérotées de C1 à C7 en partant de la plus crâniale ;
- douze vertèbres thoraciques, aussi appelées vertèbres dorsales, numérotées de T1 à T12 (ou de D1 à D12) ;
- cinq vertèbres lombaires, numérotées de L1 à L5.

La première vertèbre cervicale est aussi appelée atlas et s'articule avec le crâne au niveau du trou occipital.
La deuxième vertèbre cervicale est aussi appelée axis et possède une apophyse verticale qui permet le pivotement de l'atlas et les mouvements de rotation du crâne.
La septième vertèbre cervicale est aussi appelée proéminente ; elle possède une apophyse épineuse saillante et sert de transition entre les vertèbres cervicales et thoraciques.
Les vertèbres sacrales, quoique soudées, sont aussi numérotées (de S1 à S5).

## Étymologie
Vertèbre vient du latin vertebra (« articulation, jointure »), lui-même issu du latin vertere (« tourner ») qui a donné la préposition vers et le verbe convertir.

## Description
Une vertèbre est constituée d'un corps situé à l'avant et d'un arc vertébral situé à l'arrière.
Le corps et l'arc forme un orifice central : le foramen vertébral.
Elle présente sept processus :
- le processus épineux, postérieur ;
- deux processus transverses, latéralement ;
- deux processus articulaires supérieurs ;
- deux processus articulaires inférieurs.

### Corps vertébral

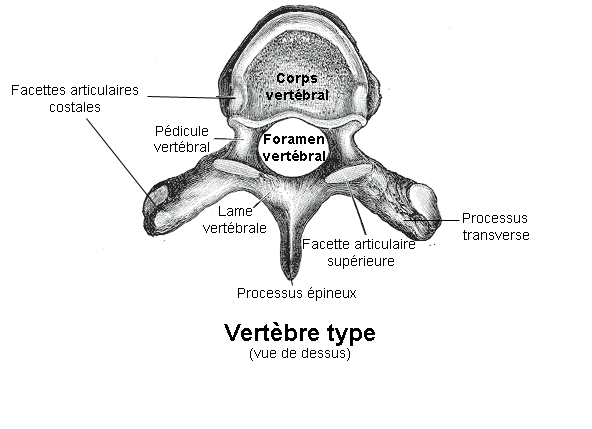
Vertèbre thoracique type

Le corps vertébral est la partie antérieure de la vertèbre. Il est constitué d'os spongieux recouvert d'os cortical.
Il est de forme grossièrement cylindrique aplati à l'arrière. Ses faces supérieure et inférieure, les faces intervertébrales du corps vertébral, sont légèrement concaves et entourées d'un bord saillant. Chaque face intervertébrale  supérieure s'articule avec la face intervertébrale inférieure de la vertèbre sus-jacente par l'intermédiaire d'un disque intervertébral adhérent et maintenu par les bords saillants.
Les bords saillants sont constitués d'os compact formant un bourrelet périphérique : l'épiphyse annulaire du corps vertébral ou listel marginal.
Le pourtour postérieur et latéral est excavé. Le pourtour antérieur est aplati formant la paroi antérieure du foramen vertébral.

### Arc vertébral ou arc neural
L'arc vertébral est un demi anneau osseux concave en avant situé à l'arrière du corps vertébral.
Il est fixé au corps par les deux pédicules de l'arc vertébral implantés sur les bords latéraux de la face postérieure du corps.
Les deux pédicules se prolongent en arrière et en dedans par les deux lames de l'arc vertébral (ou lame vertébrale) qui se rejoignent médialement. À leur jonction le processus épineux se projette en arrière.
À la jonction entre les lames et les pédicules se projettent latéralement les processus transverses et au-dessus et en dessous les processus articulaires supérieurs et inférieurs. La colonne osseuse de jonction forme l'isthme vertébral.

#### Pédicule vertébral
Les pédicules vertébraux sont implantés à l'union des faces postérieure et latérale du corps. Ils partent en arrière et légèrement en dehors.
Leurs bords supérieur et inférieur portent des échancrures : les incisures vertébrales supérieure et inférieure. L'incisure inférieure est la plus prononcée. Par leur articulation avec les vertèbres voisines, ces échancrures forment les foramens intervertébraux laissant le passage pour les nerfs spinaux et les vaisseaux spinaux.

#### Lames vertébrales
Les lames vertébrales ont une orientation postérieure descendante en dedans. Par leur union médiale, elles ferment à l'arrière le foramen vertébral.
Les surfaces supérieures des lames sont rugueuses et sont une zone d'insertion des ligaments jaunes.

### Processus épineux
Le processus épineux (ou apophyse épineuse) d'une vertèbre est l'excroissance osseuse médiane et postérieure à l'arc vertébral. Elle est dirigée vers l'arrière et généralement vers le bas à la jonction postérieure des lames vertébrales. C'est une zone d'insertion pour des muscles et des ligaments.

### Processus transverse
Les deux processus transverses naissent à la jonction des pédicules et des lames et se projettent latéralement.
Ce sont des points d'insertion de muscles et de ligaments, en particulier les ligaments inter-transversaires.

### Processus articulaires ou processus zygapophysaires
Les quatre processus articulaires sont implantés au niveau de la jonction entre les lames et les pédicules.
Au sommet de chaque processus se trouve une surface articulaire. La supérieure est orientée en haut et en arrière, l'inférieure est orientée en bas et en avant.
La surface inférieure répond à la surface supérieure de la vertèbre sous-jacente et forme une symphyse : l'articulation zygapophysaire.

### Foramen vertébral
Le foramen vertébral est formé par la face postérieure du corps en avant, les faces médiales des pédicules vertébraux latéralement et les lames vertébrales en arrière. Leur superposition forme le canal vertébral qui contient la moelle spinale et les enveloppes méningées.

### Particularités régionales

Les différentes régions de la colonne vertébrale.

#### Vertèbres cervicales

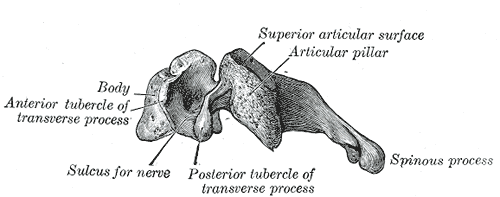
Une vertèbre cervicale

Les vertèbres cervicales sont au nombre de 7 (C1 à C7), dont les 2 premières ont une structure particulière (l'atlas et l'axis).
Ce sont les plus petites vertèbres.
Leur processus épineux est court, à l'exception de celle issue de C7 qui est la plus facilement palpable sous la peau. Leur sommet est bituberculé et leur bord inférieur est creusé d'une gouttière antéro-postérieure.
C1 est aussi appelé l'atlas, C2 l'axis ; ces deux vertèbres de structure particulière sont celles qui assurent la mobilité particulière de la tête (dire oui ou non avec la tête) grâce aux articulations atlanto-occipitale et atlanto-axoïdienne. Le rachis cervical permet principalement d'orienter le regard. Ses mouvements sont l'inclinaison (l'oreille se rapproche de l'épaule), la flexion (menton sur poitrine), l'extension (le mouvement inverse) et la rotation (le menton se rapproche de l'épaule).
Leurs processus transverses sont perforés des foramens transversaires permettant le passage des artères vertébrales vers le foramen magnum.
Leur foramen vertébral est triangulaire.

#### Vertèbres thoraciques

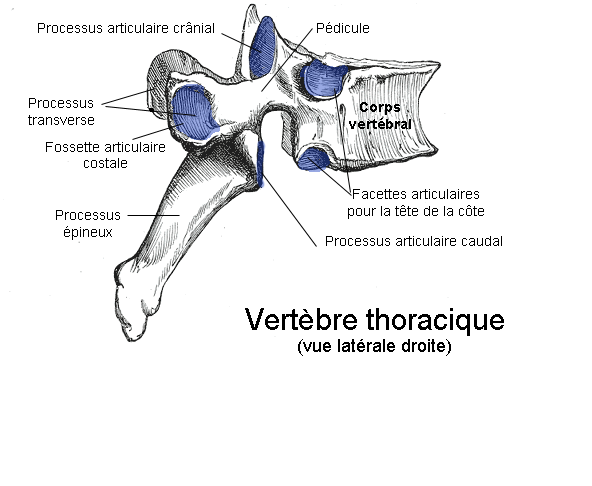
Une vertèbre thoracique.

Les vertèbres thoraciques (anciennement vertèbres dorsales) sont au nombre de 12 (T1 à T12) et s'articulent avec les côtes.
Leur processus épineux sont longs, épais et monotuberculés. Ils sont très inclinés en bas et en arrière.
Les apophyses transverses comportent des surfaces cartilagineuses pour s'articuler avec les côtes (chaque vertèbre dorsale est articulée avec une ou plusieurs des douze paires de côtes). De ce fait, les mouvements entre les vertèbres dorsales sont limités.
Leur foramen vertébral est à peu près circulaire.

#### Vertèbres lombaires

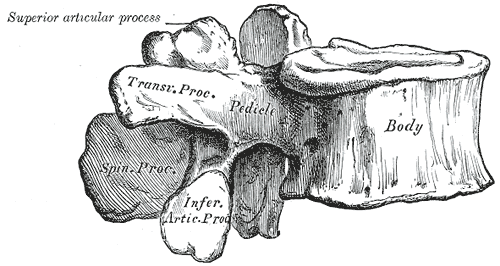
Une vertèbre lombaire

Les vertèbres lombaires sont au nombre de cinq (L1 à L5).
Ce sont les vertèbres les plus robustes, car elles doivent supporter plus de poids que toutes les autres. Elles permettent des mouvements importants de flexion et d'extension, des mouvements de flexion latérale limités, et des rotations discrètes.
Les pédicules et les lames sont plus épais que pour les autres types de vertèbres.
Leur processus épineux sont des lames rectangulaires, verticales et massives, dirigées en arrière et terminées par un bord postérieur libre épais.
Leurs processus transverses sont longs et étroits, on les nomme pour cette raison processus costiforme des vertèbres lombaires.
La différence de hauteur entre la face antérieure et la face postérieure des disques intervertébraux crée la lordose lombaire (concavité postérieure physiologique du rachis lombal, alors que le rachis dorsal est convexe en arrière, formant la cyphose thoracique).
Elles possèdent deux processus supplémentaires : les processus mamillaires et processus accessoires. Ces derniers sont parfois considérés comme les véritables processus transverses.

#### Vertèbres sacrales (ou sacrées)

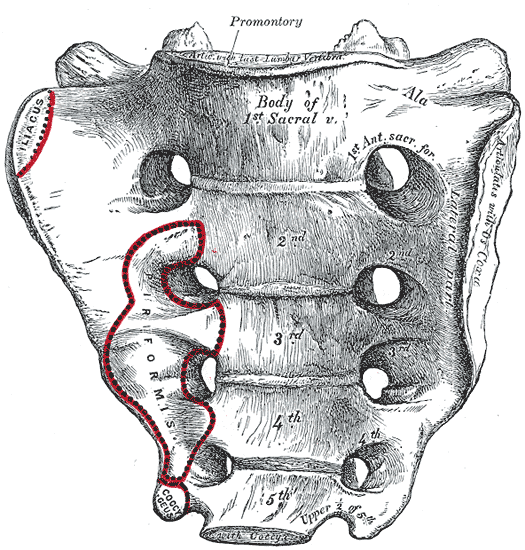
Sacrum

La fusion des cinq vertèbres sacrales (S1 à S5) constitue le sacrum, à concavité antérieure (cyphose sacrée). Ce sont de fausses vertèbres.
Sur la face antérieure, les vestiges des disques intervertébraux sont les lignes transverses.
Sur la face postérieure, très irrégulière, on retrouve :
- la crête médiane, formée de la fusion des processus épineux des  trois ou quatre premières vertèbres sacrales (le processus épineux est absent de la cinquième et parfois de la quatrième vertèbre sacrale) ;
- la gouttière médiale (fusion des lames) ;
- la crête intermédiaire, formée par la fusion des processus articulaires ;
- la crête latérale, formée de la fusion des processus transverses.

Les vertèbres sacrales ne bougent pas l'une par rapport à l'autre : seules la base et l’extrémité caudale sont articulées, bien qu'assez peu mobiles. La base est articulée avec la cinquième vertèbre lombaire et la partie caudale avec le coccyx.

#### Vertèbres coccygiennes
Au nombre de quatre (parfois trois ou cinq), il s'agit de vertèbres vestigiales formant le coccyx. Ce sont de fausses vertèbres.
Elles diminuent de volume de haut en bas. Elles sont toutes réduites à un noyau osseux, à l'exception de la première, qui présente une ébauche d'apophyse transverse, et deux petits prolongements verticaux qui s'articulent avec le sacrum.
Elle ne possèdent pas de disque intervertébraux.

## Fonction
L'ensemble des vertèbres constituent la colonne vertébrale. Les vertèbres collaborent pour soutenir le système squelettique.
Elles contribuent également à la protection de la moelle spinale au sein du foramen vertébral. Elles contribuent à la distribution de l'innervation périphérique à travers le passage des nerfs spinaux dans les foramens intervertébraux.
L'ensemble des articulations inter-vertébrales permettent la mobilité du tronc et de la tête.
La mobilité de la tête étant pris en charge par les vertèbres cervicales et en particulier par l'atlas et l'axis et les articulations atlanto-occipitale et atlanto-axoïdienne.
Les mouvements de flexion et extension non cervicaux étant pris en grande partie par la zone lombaire.

## Embryologie
Les corps vertébraux dérivent de la fusion entre les moitiés postérieure et antérieure de deux sclérotomes adjacents. Les cellules des sclérotomes se déplacent alors pour entourer la moelle spinale et former l'arc vertébral. Au niveau des vertèbres thoraciques, d'autres cellules s'éloignent pour former les côtes.
La segmentation du tissu embryonnaire en vertèbres repose sur un oscillateur appelé horloge de segmentation. Les oscillateurs cellulaires individuels du mésoderme présomitique sont modulés par un couplage intercellulaire et par des signaux externes, conduisant à la propagation d'ondes oscillatoires de l'expression des gènes, qui finissent par se stabiliser.
Le disque intervertébral dérive du centrome.

## Aspect clinique

### Examen clinique
À l’exception des vertèbres cervicales, seuls les processus épineux des vertèbres sont palpables en surface sous la peau au milieu de la colonne vertébrale.
Les vertèbres cervicales ayant un processus épineux court ne sont pas palpables en surface à l'exception de la vertèbre proéminente (C7). Le processus épineux de l'axis est palpable en profondeur.

### Chirurgie
L'accès chirurgical au canal rachidien et à la moelle épinière s'effectue par laminectomie.

### Pathologie
La colonne vertébrale jouant un rôle important dans la mobilité du tronc, toutes altérations vertébrales peuvent être handicapantes.
Ces altérations peuvent également avoir un impact sur la moelle spinale et les nerfs spinaux et entrainer des problèmes neurologiques.
Ces altérations peuvent être d'origine congénitale, dégénérative ou traumatique.

#### Origine congénitale
Il existe de nombreuses variations congénitales des vertèbres, mais dans la majorité des cas elles sont sans conséquence clinique (85 % des variations).
Elles peuvent poser des problèmes si elles entraînent une compression de la moelle spinale, une déformation de la colonne vertébrale prononcée (cyphose, lordose ou scoliose) ou une mobilité anormale.
Certaines malformations congénitales peuvent engager le pronostic vital à la naissance comme le spina bifida qui est dû à une fermeture incomplète de certains arcs vertébraux.

#### Origine dégénérative ou traumatique.
Les disques intervertébraux jouent un rôle fonctionnel important pour la mobilité vertébrale. Une altération commune est la déchirure d'un disque intervertébral entraînant une hernie discale vertébrale. Elle entraîne une inflammation d'une ou plusieurs racines spinales entraînant douleurs et dysfonctionnement de la racine nerveuse (perte de sensibilité, paralysie).
Les traumatismes peuvent entraîner des fractures vertébrales dont les conséquences sont dépendantes de leur localisation. La zone cervicale étant une zone sensible en particulier l'atlas et l'axis.

## Anatomie comparée
L'apparition dans l'évolution du système vertébral a permis aux premiers tétrapodes de soutenir leur corps au-dessus du sol.
Les structures vertébrales ont de nombreuses variations dans le règne animal en raison de la diversité des différents modes de locomotion (aquatique, rampant, bipédie ou quadrupédie), de leur masse et d'autres éléments adaptatifs.
La dénomination utilisée est identique à celle utilisée dans l'anatomie humaine, excepté les vertèbres terminales nommées vertèbres caudales.
Chez les animaux qui n'ont pas de position verticale, les processus épineux se dirigent vers le haut et peuvent être obliques vers l'avant ou vers l'arrière. Ces processus pouvaient être de taille très importante chez certains animaux préhistoriques tels que le Dimétrodon et le Spinosaurus, où ils formaient une voile dorsale.
L'impact de la masse entraîne des articulations intervertébrales plus serrées et moins mobiles comme chez l'éléphant.
Les surfaces articulaires peuvent s'adapter pour permettre d'autres types de mouvements. Les corps vertébraux peuvent avoir des surfaces articulaires en forme de selle (vertèbres hétérocœles) permettant des mouvements de flexion horizontale et verticale sans torsion comme chez les tortues ou les oiseaux. Ces surfaces articulaires peuvent également être sphériques du côté caudal et concaves sphériques du côté crânien (vertèbres procœles) permettant une grande mobilité tout en protégeant les structures nerveuses comme chez les reptiles, ou chez certains amphibiens.
Au niveau des vertèbres cervicales, elles peuvent être porteuses de côtes comme chez les lézards et les dinosaures saurischiens. Elles peuvent être fusionnées comme chez la baleine, permettant une meilleure stabilité pour la nage. Tous les mammifères ont sept vertèbres cervicales quelle que soit la longueur de leur cou, à l'exception des lamantins ou des paresseux. Les oiseaux possèdent en général plus de vertèbres cervicales (13 à 25).
Chez tous les mammifères, les vertèbres thoraciques sont reliées aux côtes. Leur nombre est variable de douze à quinze en moyenne, mais des espèces comme le cheval, le rhinocéros, l'éléphant ou le tapir possèdent de dix-huit à vingt vertèbres thoraciques. Certains paresseux en possèdent vingt-cinq et les cétacés neuf pour les extrêmes. La plupart des marsupiaux en ont treize, mais les koalas n'en ont que onze.
Les chimpanzés et les gorilles ont trois vertèbres lombaires. Cette réduction du nombre donne une incapacité de la colonne lombaire à la lordose mais donne une anatomie qui favorise l'escalade verticale et une capacité de suspension plus adaptée aux emplacements d'alimentation dans la canopée. Le bonobo se distingue par ses quatre vertèbres lombaires.
Les vertèbres caudales sont les os qui composent la queue des vertébrés. Leur nombre varie de quelques-unes à cinquante, selon la longueur de la queue de l'animal. Chez l'homme et les autres primates sans queue, on les appelle les vertèbres coccygiennes, elles sont au nombre de trois à cinq et sont fusionnées dans le coccyx.